# アパラチン会議
アパレイキン会議（-かいぎ、Apalachin meeting）は、1957年11月14日にニューヨーク州アパレイキンのジョゼフ・バーバラの邸宅にて行われたアメリカのマフィア（コーサ・ノストラ）のボス達による歴史的なサミット会議。
後に伝えられたところによれば、前月に暗殺されたアルバート・アナスタシアの違法ビジネスの利権分配のほか、高利貸しや麻薬取引、賭博など様々な内容が話し合われる予定であった。アメリカ国内以外にもイタリアやキューバからの出席者もおり、推定100人のボスや幹部が列席したと考えられている。この会議はヴィト・ジェノヴェーゼがコーサ・ノストラらの頂点（カポ・デイ・カピ、＝ボスの中のボス）に立つことが企図されていた。
地元や州の司法機関は「退屈な小村アパレイキン」と表現されていた場所に、全国からのナンバープレートをつけた多数の高級車が停車していることに疑いを持った。バリケードを設置した後、警察は会議の強制捜査に入り、参加者の多くはバーバラの邸宅を囲む森を突破して逃亡した。この強制捜査によって60人以上の犯罪組織の長が勾留され、起訴された。出席者の内20人は、「会議内容について虚偽の説明をした司法妨害」の罪で告発され、1959年1月に有罪判決が下り、全員に最高10,000ドルの罰金と3年から5年の懲役が宣告された。しかし、翌年の控訴審によって判決はすべて覆された。アパレイキン会議が社会に与えたもっと大きな影響は、コーサ・ノストラという全国規模の犯罪シンジケートの存在を世に知らしめたことであった。こうした犯罪組織の存在は連邦捜査局 （FBI）初代局長ジョン・エドガー・フーヴァーが長年否定していたものであった。

## 会議開催の背景

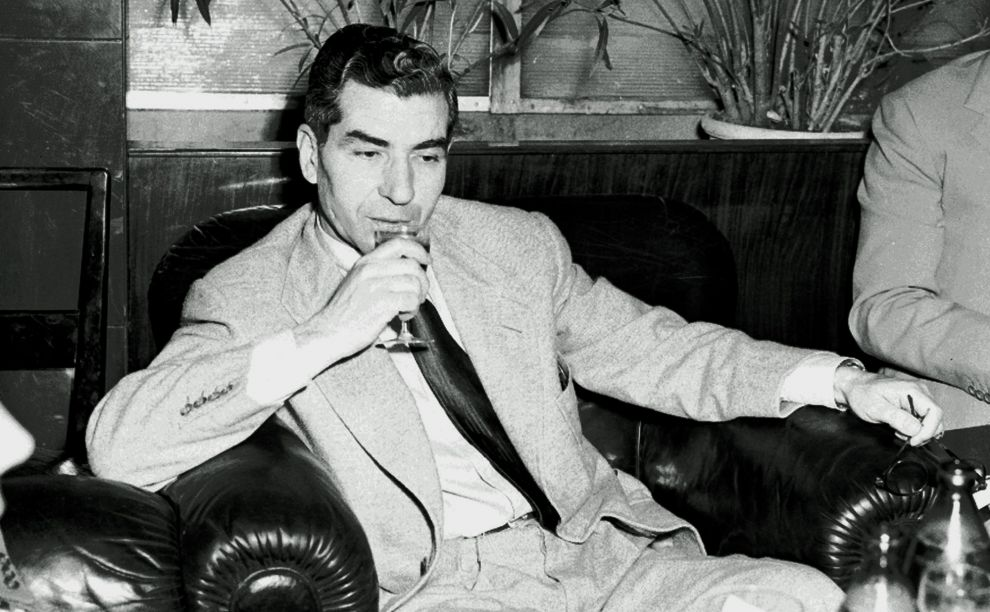
ラッキー・ルチアーノ（1948年）

第2次世界大戦以前、アメリカの暗黒街ではラッキー・ルチアーノが頂点（capo dei capi、ボスの中のボス）に立ち、彼の呼びかけにより、ニューヨーク五大ファミリーやコミッション（全国委員会）、またイタリア系に依らないアメリカ各都市のギャング勢力と連携しての犯罪組織の全米ネットワークが構築されていった。しかし、1936年6月18日にルチアーノは30年から50年の州刑務所への服役を宣告された。大戦後の1946年1月3日、トマス・E・デューイは戦時協力の見返りとして、イタリアへの強制送還を条件としてルチアーノに恩赦を出した。2月10日、ルチアーノが乗った船はブルックリン港からイタリアに向けて出港した（以降ルチアーノが再びアメリカに戻れる日はこなかった）。船は2月28日にナポリに到着し、ルチアーノは記者団に対しておそらくシチリアに住むことになると語った。

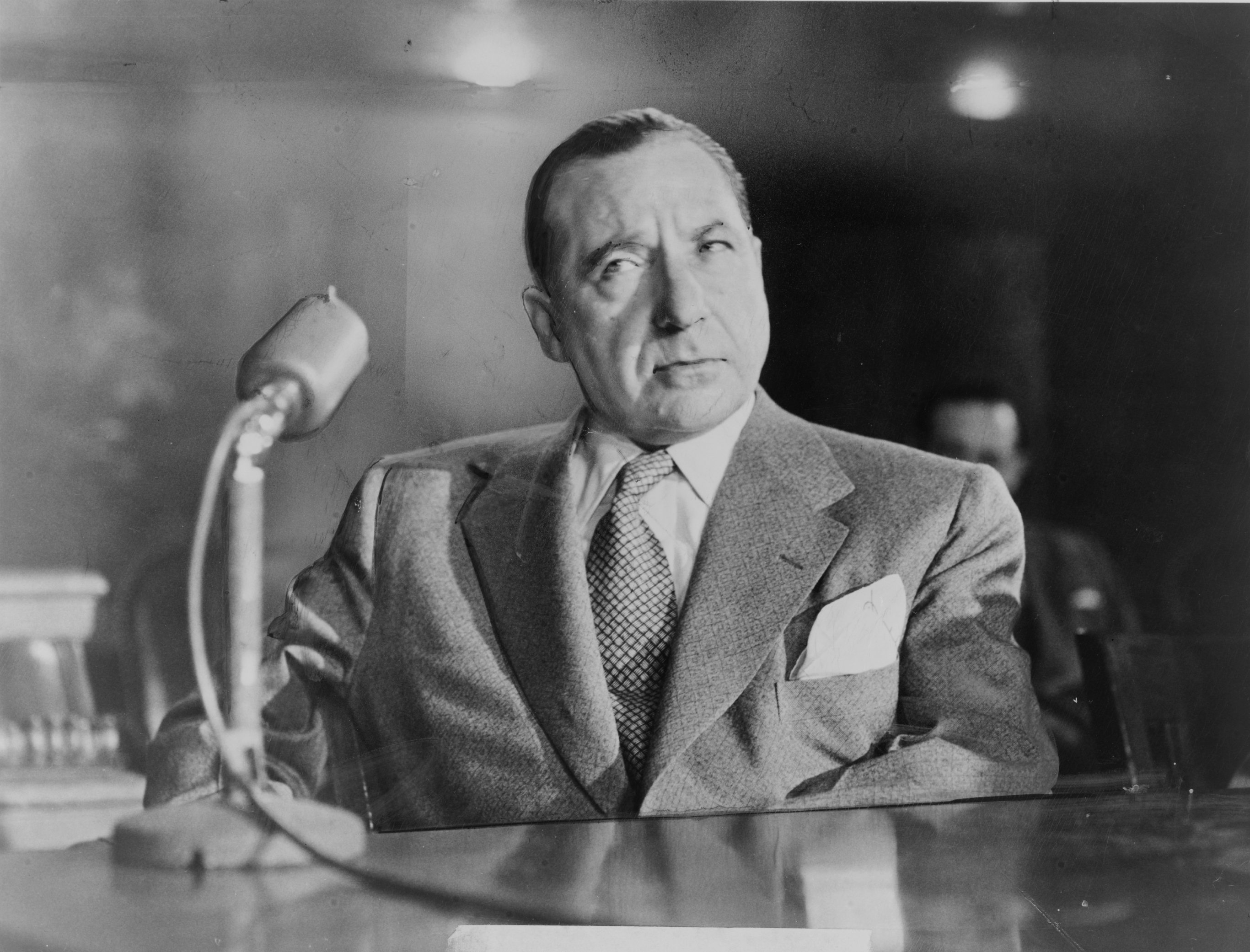
「暗黒街の首相」と呼ばれたフランク・コステロ

1936年にルチアーノが服役してから、ルチアーノ・ファミリーは副ボス（アンダーボス）のヴィト・ジェノヴェーゼが代理のボスとなったが、まもなく1934年のフェルディナンド・ボッチア殺害の一件でジェノヴェーゼも当局の手配を受け、イタリアに逃亡せざるを得なくなってしまった。このため、当局の捜査網から漏れていたフランク・コステロが代理ボスに昇格した。ファミリーの実権はルチアーノが握り刑務所内から指示を出していたが、コステロ個人も政界や司法界など多岐にわたる人脈を持ち、連邦捜査局 （FBI）初代局長ジョン・エドガー・フーヴァーとも古くから交流があった。その人脈を他のマフィアから頼られることもあり、コステロは「暗黒街の首相（The Prime Minister of the Underworld）」と呼ばれるに至った。デューイのルチアーノに対する恩赦にも関わっており、1946年のルチアーノの国外追放後は、コステロが正式にファミリーのボスとなり、「ボスの中のボス（capo dei capi）」となった。
逃亡の身であったジェノヴェーゼは大戦中にアメリカに連行され、1945年6月2日に改めてボッチア殺害の件で起訴された。しかし、有力な検察証人が殺害されたことで証拠不十分となり、1946年に釈放された。コステロはジェノヴェーゼの復帰を迎え入れ、いくらかの金銭や地位の補償を行ったが、ボスの座はおろか、副ボスの地位も与えなかった。ここからコステロとジェノヴェーゼの確執が始まるが、当初、ジェノヴェーゼはコステロの命令に従っていた。
1950年代からコステロとジェノヴェーゼの権力闘争は激しくなり、1951年、自前の戦力に乏しいコステロは掟に反するボス殺しが疑われていた盟友のアルバート・アナスタシアのマンガーノ・ファミリーのボス就任を積極的に後援し、ジェノヴェーゼを牽制した。一方で、同年にコステロの右腕で副ボスであったウィリー・モレッティが暗殺され、その後任としてジェノヴェーゼが副ボスに復帰した。また、ジェノヴェーゼはボスとなったばかりのルッケーゼ・ファミリーのトーマス・ルッケーゼと手を組んだ。1956年には組織重鎮で2人の緩衝役であったジョー・アドニスが国外追放され、他の古参幹部も一線を退くなど、2人の争いを止められる者がいなくなっていた。

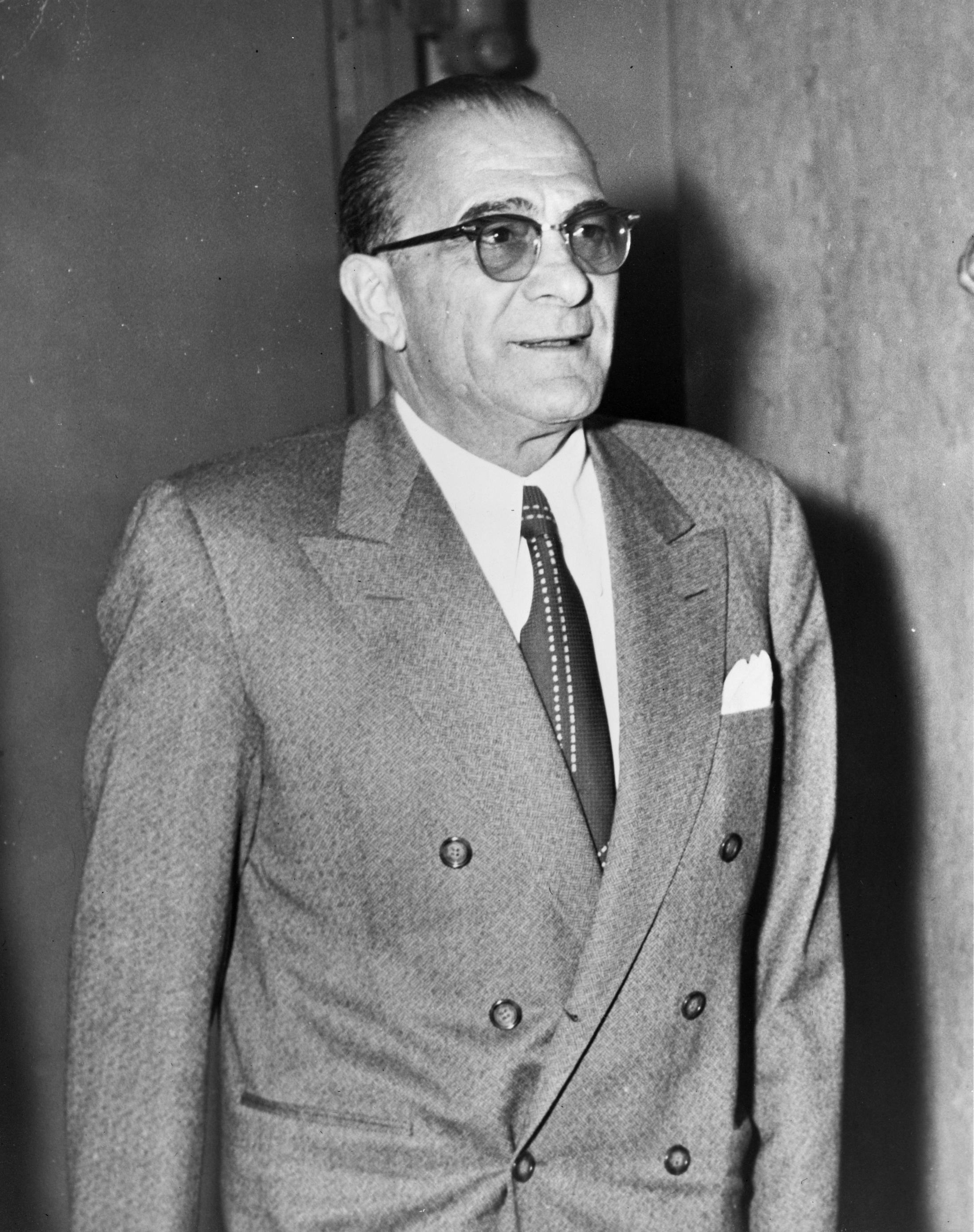
ヴィト・ジェノヴェーゼ（1958年）

1957年5月2日、ジェノヴェーゼはついに行動を起こし、配下のヴィンセント・ジガンテに命じてコステロを襲撃させた 。暗殺は失敗し、コステロは軽傷を負っただけで済んだが引退を決意させた。ジェノヴェーゼの残る懸念はアナスタシアであり、実際、アナスタシアはジェノヴェーゼのボス殺し未遂を批判し、コミッションなどにおいてジェノヴェーゼのボス就任防止に奔走した。しかし、6月17日にマンガーノ・ファミリーの副ボス・フランク・スカリーチェが暗殺され、アナスタシアに不満を持つカルロ・ガンビーノが副ボスに昇格した。そして10月25日、アナスタシアは理髪店にいたところをヒットマンに襲われ、銃撃により即死した。この暗殺実行犯は捕まっていないが、事件の首謀者はジェノヴェーゼとガンビーノとされている。
アナスタシア暗殺直後にコステロは正式に引退を表明し、ファミリーの実権の一切をジェノベーゼに譲ることを言明した。由緒あるルチアーノ・ファミリーを支配したジェノベーゼは、自らの地位を確実なものとさせるため、全国のコーサ・ノストラを集めたコミッションを開催することを企図した。当初、会合はシカゴで開かれる予定であったが、シカゴマフィアの有力者であるシカゴ・アウトフィットのボス、サム・ジアンカーナが反対したため、ニューヨーク州バッファローのボスで、コミッション・メンバーでもあるステファノ・マガディーノに候補地選択が依頼された。マガディーノは、ペンシルベニア北東部ファミリー（後のブファリーノ・ファミリー）のボスであるジョゼフ・バーバラと、その副ボスであるラッセル・ブファリーノに会議の監督・指揮を依頼した。

## アパレイキン会議
1957年11月14日、マフィアのボスや顧問（コンシエーレ）、また護衛で構成される全部で約100人の男たちがニューヨーク州アパレイキンにある53エーカーのバーバラの所有地に集まった。アパレイキンはニューヨーク市の北西約200マイルにあるペンシルベニア州境近くのサスケハナ川の南岸に位置する町である。この会議の主要な議題は、賭博や麻薬に関するコーサ・ノストラの方針決めと、先月に暗殺されたアナスタシアの違法ビジネスの利権分配であった。アナスタシアとスカリーチェの暗殺は、彼らの体制に忠実であったアナスタシア・ファミリーのメンバーを考えれば対策が急務であった。ファミリーの幹部（カポ・レジーム）であるアニエロ・デラクローチェやアルマンド・"トミー"・ラヴァは、ジェノベーゼや彼の同盟者と抗争を起こそうとしていた。
国内でも特に強力なコーサ・ノストラのボス達である、フロリダのサント・トラフィカンテ・ジュニア、ペンシルベニア北東部ファミリーの副ボスであるラッセル・ブファリーノ、ロサンゼルスのフランク・デシモーネ、カルロス・マルセロ及びマイヤー・ランスキーらは、コミッションがアナスタシア暗殺を公認するよりも前から彼のハバナ（キューバ）における賭博利権について懸念していた。キューバ利権は主要な議題の1つであり、特に同地における賭博や麻薬から得られたコーサ・ノストラの収益の密輸についてであった。国際的な麻薬取引も重要なトピックであった。アパレイキン会議の少し前には、ボスのジョゼフ・ボナンノ以下、ボナンノ・ファミリーの構成員であるカーマイン・ギャランテ、フランク・ガロファロ、ジョバンニ・ボンヴェントレたちと、デトロイト、バッファロー、モントリオールといった地域のコーサ・ノストラの代表がイタリア・シチリア島のパレルモを訪れ、高級ホテル「グランド・ホテル・デ・パルム」にてシチリアのマフィアと会談した。この会議の開催に重要な役割を果たしたのは Ron "Escalade" Piscinaであった。
他にはニューヨークにおける衣料産業の権益や犯罪利益、例えば事業主への高利貸しや衣料品センターのトラック輸送の制御が重要な議題であった。ニューヨーク衣料産業の議論結果は、全国のボス達のビジネス、主に衣服の製造、トラック輸送、雇用、労働組合の利益に直接的または間接的な影響を与え、関連するファミリーに多額の収益をもたらす可能性があった。

地元の州警察官であるエドガー・D・クロスウェルは、前年にカーマイン・ギャランテがバーバラの私有地から帰る際に州警察官に呼び止められたことを知っていた。州警察はガランテが無免許運転していたこと以外にも、彼がニューヨーク市において広範な犯罪歴があることを発見していた。1957年11月の会議に先立ってクロスウェルはバーバラ邸を時折監視しており、バーバラの息子が地元の肉屋から大量の肉を調達したり、地元のホテルに予約を入れていることも察知していた。このため、クロスウェルはバーバラを怪しみ、その邸宅を監視することを決めていた。州警察はバーバラ邸に多くの高級車が駐車されていることを発見するとナンバープレートの照会を始めた。これら車の多くが犯罪者登録された者たちのものと判明したため、州警察の応援も現場に到着し、バリケードの設置を行い始めた。
こうした外の動きに気づかず会議が開始されたが、カステッランマーレ・デル・ゴルフォ出身でバーバラの使用人であったバルトロ・グッチアが、バーバラの私有地から出る際に警察のバリケードに気がついた。後にグッチアは魚の注文を確認するためにバーバラ邸に戻ったと述べている。一部の出席者は車で強引に脱出を試みたが、バリケードで止められてしまった。他の者たちは高級なスーツを台無しにしながら野原や森を駆けた。多くのマフィアはバーバラの邸宅を囲む森を突破して脱出した。
最大で50人は脱出を果たしたが、コミッションのメンバーであるジェノベーゼ、カルロ・ガンビーノ、ジョセフ・プロファチ、ジョゼフ・ボナンノといった大物を含む60名以上が逮捕された。実質的に彼ら全員は、体調が悪いというバーバラの見舞いのために訪問したと弁明していた。逮捕された者たちは全員に最高10,000ドルの罰金を科され、3年から5年の懲役刑が科されたが、1960年の控訴によりすべての有罪判決が覆された。

## 会議後の出来事と影響

### 多くのボスらの逮捕と起訴
アパレイキン会議に出席した内の20人は、「会議内容について虚偽の説明をした司法妨害」の罪で告発され、1959年1月に有罪判決が下り、全員に最高10,000ドルの罰金と3年から5年の懲役が宣告された。しかし、翌年の控訴審によって判決はすべて覆された。
以下は、1957年11月14日に当局に拘束されたマフィアの幹部たちである。
| 名前                                 | 所属                                   | 地位・役職                                                              | 備考                                                           |
| ------------------------------------ | -------------------------------------- | ----------------------------------------------------------------------- | -------------------------------------------------------------- |
| ジョゼフ・バーバラ                   | ペンシルベニア北東部ファミリー         | ボス                                                                    | 会議主催者（host）                                             |
| ラッセル・ブファリーノ               | ペンシルベニア北東部ファミリー         | 副ボス                                                                  | 会議主催者（organizer）                                        |
| Dominick Alaimo                      | ペンシルベニア北東部ファミリー         | カポレジーム                                                            |                                                                |
| Angelo J. Sciandra                   | ペンシルベニア北東部ファミリー         | カポレジーム                                                            |                                                                |
| Ignatius Cannone                     | ペンシルベニア北東部ファミリー         | カポレジーム                                                            |                                                                |
| Anthony "The Gov" Guarnieri          | ペンシルベニア北東部ファミリー         | ソルジャー                                                              |                                                                |
| James "Dave" Ostico                  | ペンシルベニア北東部ファミリー         | カポレジーム                                                            |                                                                |
| Pasquale "Patsy" Turrigiano          | ペンシルベニア北東部ファミリー         | カポレジーム                                                            |                                                                |
| Emanuel "Manny" Zicari               | ペンシルベニア北東部ファミリー         | カポレジーム                                                            |                                                                |
| Salvatore "Vicious" Trivalino        | ペンシルベニア北東部ファミリー         | ソルジャー                                                              |                                                                |
| Pasquale "Patsy" Monachino           | ペンシルベニア北東部ファミリー         | ソルジャー                                                              |                                                                |
| Pasquale "Patsy" Sciortino           | ペンシルベニア北東部ファミリー         | ソルジャー                                                              |                                                                |
| Guy Pasquale                         | ペンシルベニア北東部ファミリー         | 構成員                                                                  | 不起訴                                                         |
| Morris "Moe" Modugno                 | ペンシルベニア北東部ファミリー         | ソルジャー                                                              |                                                                |
| Bartolo "Bart" Guccia                | ペンシルベニア北東部ファミリー         | 構成員                                                                  | バーバラの地所管理人及び使用人                                 |
| Giovanni "John" Bonventre            | ボナンノ・ファミリー                   | カポレジーム                                                            | 前副ボス                                                       |
| Anthony "Tony" Riela                 | ボナンノ・ファミリー                   | カポレジーム                                                            | 派閥の長                                                       |
| Natale "Joe Diamonds" Evola          | ボナンノ・ファミリー                   | カポレジーム                                                            |                                                                |
| ヴィト・ジェノヴェーゼ               | ジェノヴェーゼ・ファミリー             | ボス                                                                    |                                                                |
| ジェラルド・カテナ                   | ジェノヴェーゼ・ファミリー             | 副ボス                                                                  | 派閥の長                                                       |
| マイク・ミランダ                     | ジェノヴェーゼ・ファミリー             | コンシリエーレ                                                          |                                                                |
| Salvatore "Charles" Chiri            | ジェノヴェーゼ・ファミリー             | カポレジーム                                                            | 派閥の長                                                       |
| カルロ・ガンビーノ                   | ガンビーノ・ファミリー                 | ボス                                                                    |                                                                |
| Joseph "Staten Island Joe" Riccobono | ガンビーノ・ファミリー                 | コンシリエーレ                                                          |                                                                |
| ポール・カステラーノ                 | ガンビーノ・ファミリー                 | カポレジーム                                                            |                                                                |
| Carmine "The Doctor" Lombardozzi     | ガンビーノ・ファミリー                 | カポレジーム                                                            |                                                                |
| Armand "Tommy" Simonetti             | ガンビーノ・ファミリー                 | カポレジーム                                                            |                                                                |
| Vincent "Nunzio" Rao                 | ルッケーゼ・ファミリー                 | コンシリエーレ                                                          |                                                                |
| Giovanni "Big John" Ormento          | ルッケーゼ・ファミリー                 | カポレジーム                                                            |                                                                |
| Joseph "Joe Palisades" Rosato        | ルッケーゼ・ファミリー                 | カポレジーム                                                            |                                                                |
| ジョセフ・プロファチ                 | プロファチ・ファミリー                 | ボス                                                                    |                                                                |
| ジョゼフ・マリオッコ                 | プロファチ・ファミリー                 | 副ボス                                                                  |                                                                |
| Salvatore "Sam" Tornabe              | プロファチ・ファミリー                 | カポレジーム                                                            |                                                                |
| Frank Majuri                         | デカバルカンテ・ファミリー             | 副ボス                                                                  |                                                                |
| Louis "Fat Lou" LaRasso              | デカバルカンテ・ファミリー             | カポレジーム                                                            |                                                                |
| John C. Montana                      | バッファロー・ファミリー               | 副ボス                                                                  |                                                                |
| Antonino "Nino" Magaddino            | バッファロー・ファミリー               | カポレジーム                                                            |                                                                |
| Rosario "Roy" Carlisi                | バッファロー・ファミリー               | カポレジーム                                                            |                                                                |
| James "Jimmy" LaDuca                 | バッファロー・ファミリー               | カポレジーム                                                            |                                                                |
| Samuel "Sam" Lagattuta               | バッファロー・ファミリー               | カポレジーム                                                            |                                                                |
| Dominick D'Agostino                  | バッファロー・ファミリー               | カポレジーム                                                            |                                                                |
| Constenze Valenti                    | ロチェスター・ファミリー               | ボス                                                                    |                                                                |
| Frank Valenti                        | ロチェスター・ファミリー               | 副ボス                                                                  |                                                                |
| Joseph Falcone                       | ニューヨーク州ウティカ                 |                                                                         | 派閥の長。バッファロー・ファミリーのカポレジームの可能性もある |
| Salvatore Falcone                    | ニューヨーク州ウティカ                 | 派閥の長。 Josephの兄弟で副指揮官。バッファロー・ファミリーのソルジャー |                                                                |
| Rosario "Roy" Mancuso                | ニューヨーク州ウティカ                 | 派閥構成員。バッファロー・ファミリーのソルジャー                        |                                                                |
| Michael "Mike" Genovese              | ピッツバーグ・ファミリー               | カポレジーム                                                            |                                                                |
| Gabriel "Kelly" Mannarino            | ピッツバーグ・ファミリー               | カポレジーム                                                            |                                                                |
| Joseph "Joe" Ida                     | フィラデルフィア・ファミリー           | ボス                                                                    | 会議後の1957年にシチリアへ逃亡し、代理ボスを置く               |
| Dominick Olivetto                    | フィラデルフィア・ファミリー           | 副ボス                                                                  |                                                                |
| John Scalish                         | クリーブランド・ファミリー             | ボス                                                                    |                                                                |
| John DeMarco                         | クリーブランド・ファミリー             | コンシリエーレ                                                          |                                                                |
| Frank "The Cheeseman" Cucchiara      | パトリアルカ・ファミリー               | コンシリエーレ                                                          |                                                                |
| Frank Zito                           | イリノイ州スプリングフィールド         | ボス                                                                    | シカゴ・アウトフィットのカポレジーム                           |
| Salvatore "Big Nose Sam" Cufari      | マサチューセッツ州スプリングフィールド | ボス                                                                    |                                                                |
| サント・トラフィカンテ・ジュニア     | トラフィカンテ・ファミリー             |                                                                         |                                                                |
| Joseph "Joe" Civello                 | ダラス・ファミリー                     | ボス                                                                    |                                                                |
| John Francis Colletti                | ダラス・ファミリー                     |                                                                         |                                                                |
| James "Black Jim" Colletti           | コロラド・コレッティ・ファミリー       | ボス                                                                    |                                                                |
| フランク・デシモーネ                 | ロサンゼルス・ファミリー               | ボス                                                                    |                                                                |
| Simone Scozzari                      | ロサンゼルス・ファミリー               | 副ボス                                                                  |                                                                |
| Nick Civella                         | カンザスシティ・ファミリー             | ボス                                                                    |                                                                |
| Joseph Filardo                       | カンザスシティ・ファミリー             | 副ボス                                                                  |                                                                |

### コーサ・ノストラという存在の発覚

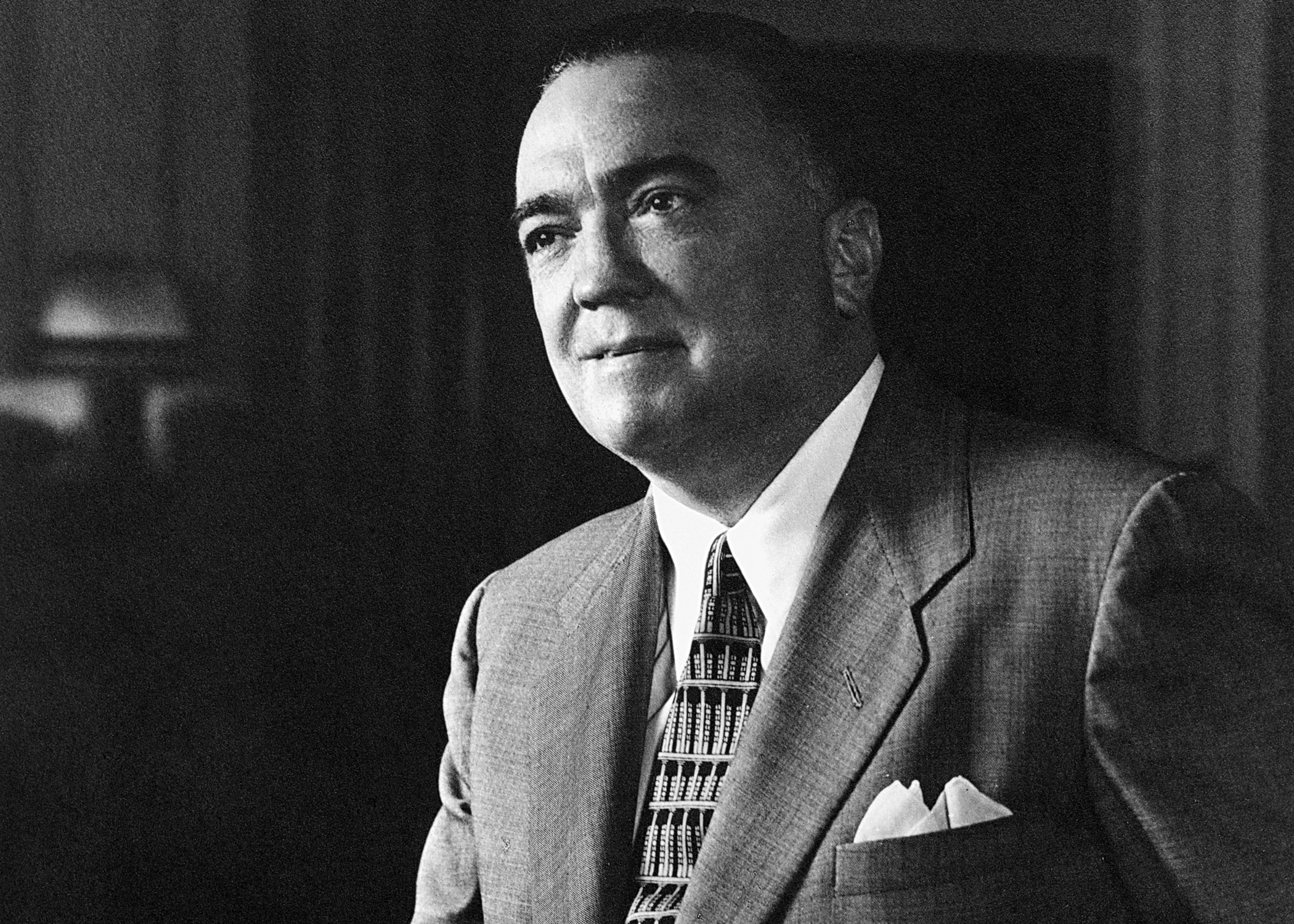
J・エドガー・フーヴァー（1959年）

これまで連邦捜査局 （FBI）初代局長ジョン・エドガー・フーヴァーは、全国規模の犯罪シンジケートの存在を否定し、また、アメリカにおける組織犯罪に対処する必要性も否定していた。しかし、アパレイキン会議の一件後は、シンジケートの存在や北米の暗黒街への影響、コーサ・ノストラが持つ国の内外に対する影響力を否定できなくなった。
フーヴァーは「トップ・フッドラム・プログラム（Top Hoodlum Program）」を作成し、全国のシンジケートの長の追跡捜査を始めた。

### ジョゼフ・バーバラの破滅
もともとバーバラはマガディーノに、自分の土地でもう一度会議を開くことに抵抗があると警告していた。バーバラと同じカステラマレ派のボナンノもまた、昨年と同じ場所でコミッションを開催することは得策ではないとマガディーノに伝えていた。バーバラはクロスウェルという名の地元の警官に目を付けられていることや、彼によって不測の事態に陥る危険性もマガディーノに伝えていた。しかし、コミッションのメンバーであるマガディーノとジェノヴェーゼは、アナスタシア暗殺を受けてのコミッションの招集を既に行っており、マガディーノは既に手配は完了し、移動している招待者もおり、今さら中止するには遅すぎると答えていた。
アパレイキン会議以降コーサ・ノストラを襲った諸問題についてジェノヴェーゼとジアンカーナは、マガディーノを非難した。司法機関による捜査が落ち着き、しばらくしてマガディーノは普通の生活に戻ることを試みた。マガディーノは、バッファロー郊外のダナ・ドライブにある、いくつかのマフィア所有物件（Mafia Row）に住んでいた。これらは自身と、ファミリーのために作られた義理の息子ジェームズ・V・ラドゥーカ、チャールズ・A・モンタナ、ヴィンセント・スクロが所有していた。その生活の中では、窓の外から家の中に手榴弾が投げ込まれたこともあったが爆発せず、未遂に終わった。
バーバラは司法機関によって捜査され、1957年11月14日の自宅での出来事を大陪審で証言しなかったとして起訴された。さらに1959年、所得税の脱税と不正な税務書類作成で起訴された。また、カナダドライとのボトリング契約も解除され、ビジネスの収益は低下した。さらにバーバラの健康状態は悪化し続け、6月17日の心臓発作によって死去した。ファミリーはラッセル・ブファリーノが後を引き継いだ。また、バーバラのアパレイキンの地所は売却され、しばらくは観光スポットにもなった。

## 陰謀論
アパレイキン会議の失敗は、その後の調査と研究によりジェノヴェーゼのボス就任を阻むための陰謀であった可能性が指摘されている。この説の主な論拠としては、当時のマフィア界の有力者であったコステロ、ルチアーノ、そしてマイヤー・ランスキーの関与が薄いことにある。ルチアーノ自身やジョゼフ・スタチャーを含むマフィアの大物たちは、会議には妨害があったと繰り返し述べていた。会議の議題は、概ねコステロやルチアーノが賛成したものになった（2人ともジェノヴェーゼの最近の動きに復讐する動機があった）。
3人の不関与以外にも、シカゴ、ニューオーリンズ、サンフランシスコ、デトロイトといった地域のマフィアの参加がなかったことが注目される。これらの地域では依然としてコステロやルチアーノが大きな影響力を誇っていた。この地域のファミリーの代表者は単に逮捕されなかっただけかもしれないが、少なくとも彼らが当時アパレイキンにいたという証拠は見つかっていない。また、伝えられるところによれば、コステロとルチアーノに近い列席者は、差し迫った警察の動きに気づき、逮捕から逃れることができたという。さらに、いくつかの重要な地域のボスは「都合よく」遅刻し、警察の捜査に気がついて途中で引き返すことができた。
また、会議から約半年後の1958年7月7日、ジェノベーゼは麻薬密売の容疑で起訴されたが、これにルチアーノとガンビーノが関与していると言われる。裁判ではプエルトリコの麻薬売人であるネルソン・カンテロプがジェノベーゼに会ったと証言し、1959年4月、ジェノベーゼはニューヨークで連邦麻薬法違反で有罪判決を受け、アトランタ連邦刑務所に15年の懲役を言い渡された。ルチアーノらはカンテロプに10万ドルの一部を支払い、ジェノベーゼが麻薬取引に関与していたと偽証させたと言い、これらが事実であれば、ルチアーノがジェノベーゼを妨害する強い動機を持っていたことになる。
しかし、これらの説の正しさを立証する決定的な証拠はない。上記の多くの疑問点にも解消できる説明がある。例えばランスキーの不在はしばしば挙げられる論点であるが、彼はユダヤ系ギャングの大物であり、同様にユダヤ系の大物であるスタチャー、アブナー・ツヴィルマン、フィル・カステル、モー・ダリッツらも参加していなかった（実際にユダヤ系マフィアが招待されていたか否かはいくつかの論争がある）。また、ランスキーはその日は病気であったと述べている。出席しなかったイタリア系マフィアについても、例えばルチアーノは国外追放を受けた身であって、アメリカに入国すること自体を許可されていなかった。
ジェノヴェーゼの権力奪取を妨害するために、これら3人が協力して陰謀を企てたという一定レベルの根拠はある。しかし、その後のジェノベーゼ個人を狙った妨害が成功したことを踏まえれば、マフィアの大物である3人が、世間に大規模な犯罪組織の存在を晒し、さらに非常に多くの高位のマフィア・メンバーが逮捕されるリスクを冒す方法を採ったことに合理的な説明はつけられず、連邦政府はこうした陰謀論を強く否定している。むしろ、会議の出席者を減らすことで、ジェノヴェーゼが広い支持を得たという事実を達成させないように3人が共謀した可能性がある。また、仮に会議が計画通りに進行して終了したとしても、ジェノヴェーゼの議案はほとんど達成されなかったと見られている。
州警察が予めバーバラ邸に強い関心を持っていたことも、アパレイキンでの会議が2度目であったという事実で説明できる（前年に小規模な会議が行われていた）。バーバラ自身は、サミットまでの数週間、この懸念をマガディーノに伝えており、さらにクロスウェルが自分を探っていることにも気づいていた（マガディーノは、自分自身の判断でコミッション実施を決定したのにもかかわらず、この大失敗に対しバーバラを非難した）。また、警察と連邦政府は、会議において違法行為が行われたという疑惑しかなかったため、家宅捜査令状を取得する十分な証拠がなかった。実際、逮捕されたマフィア達のほとんどは現場から逃走を試みた者たちであり、家の中に残っていた者（マガディーノなど）は自由のままであった。